# Castilleja pallescens
Castilleja pallescens är en snyltrotsväxtart som först beskrevs av Thomas Nuttall, och fick sitt nu gällande namn av Jesse More Greenman. Castilleja pallescens ingår i släktet målarborstar, och familjen snyltrotsväxter. Utöver nominatformen finns också underarten C. p. inverta.

## Bildgalleri

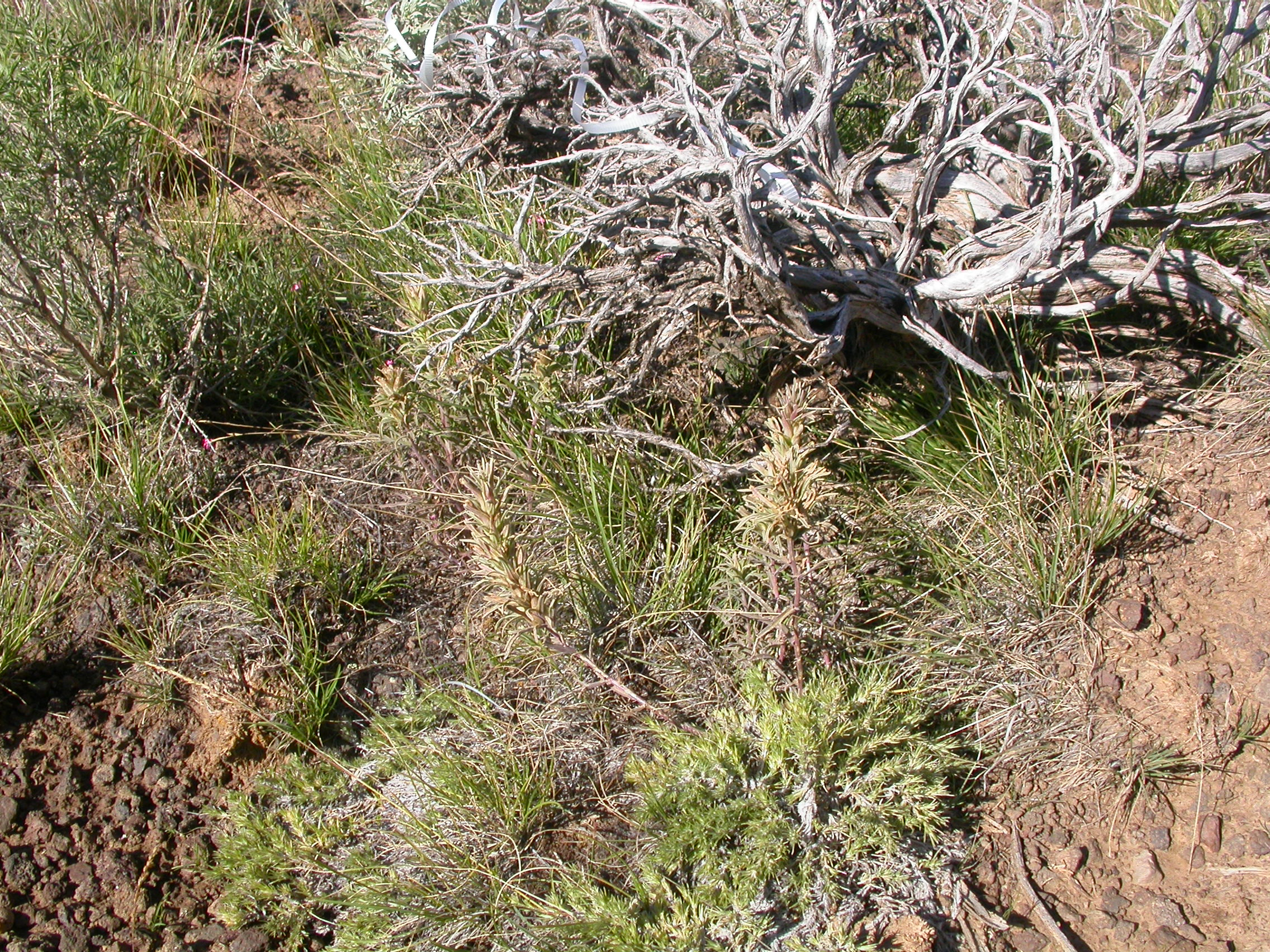
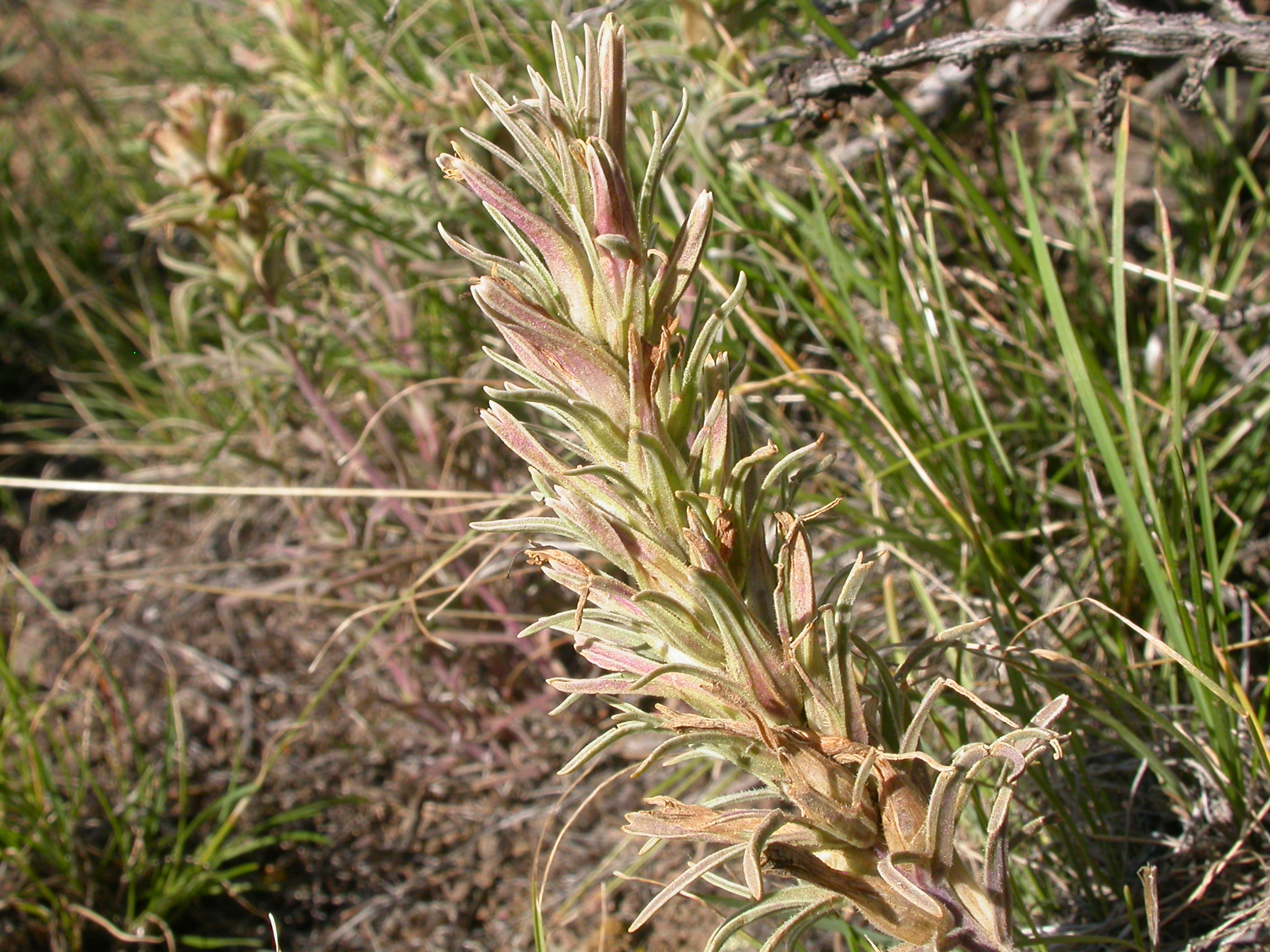
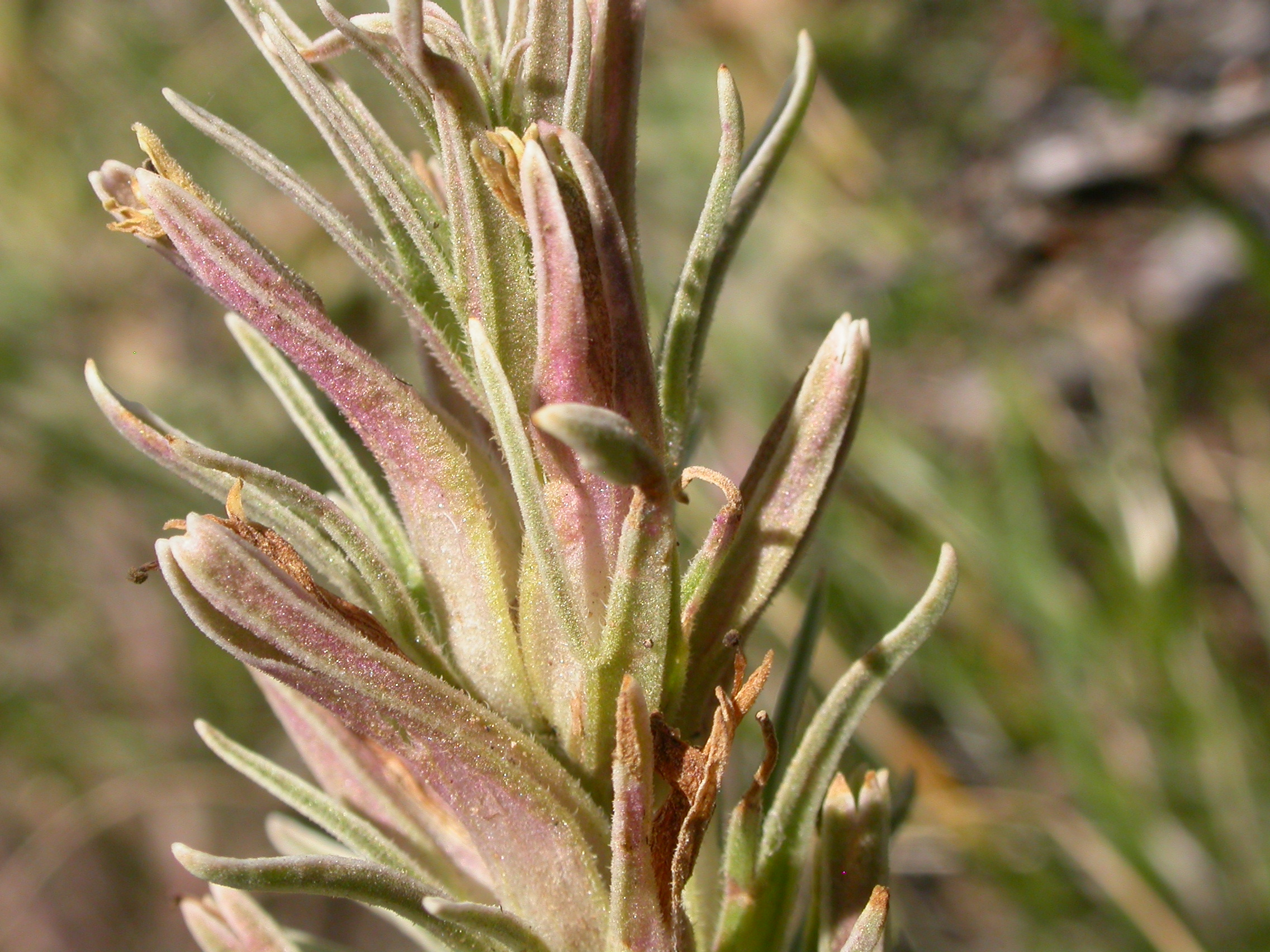
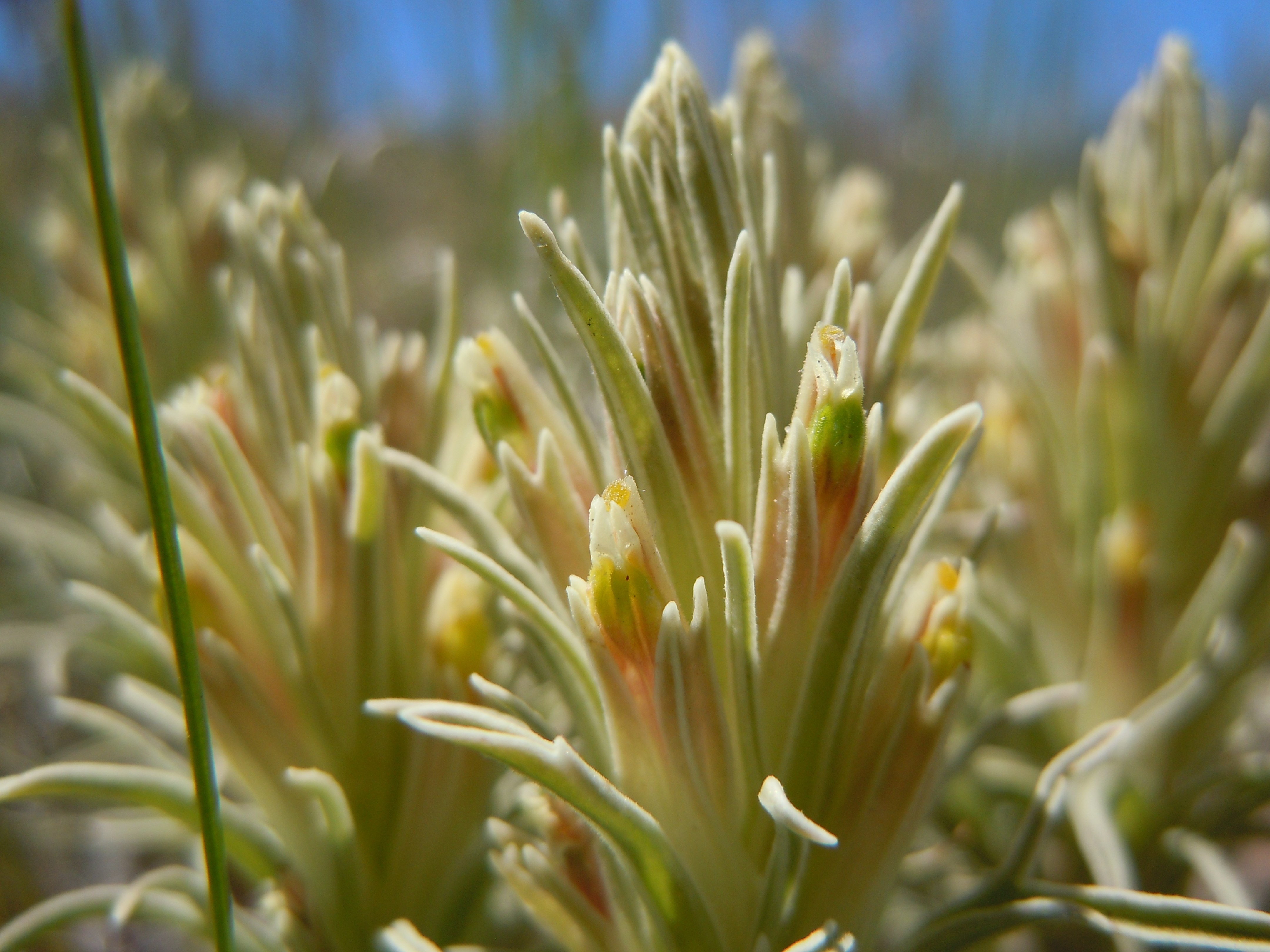